# Strobe Lights

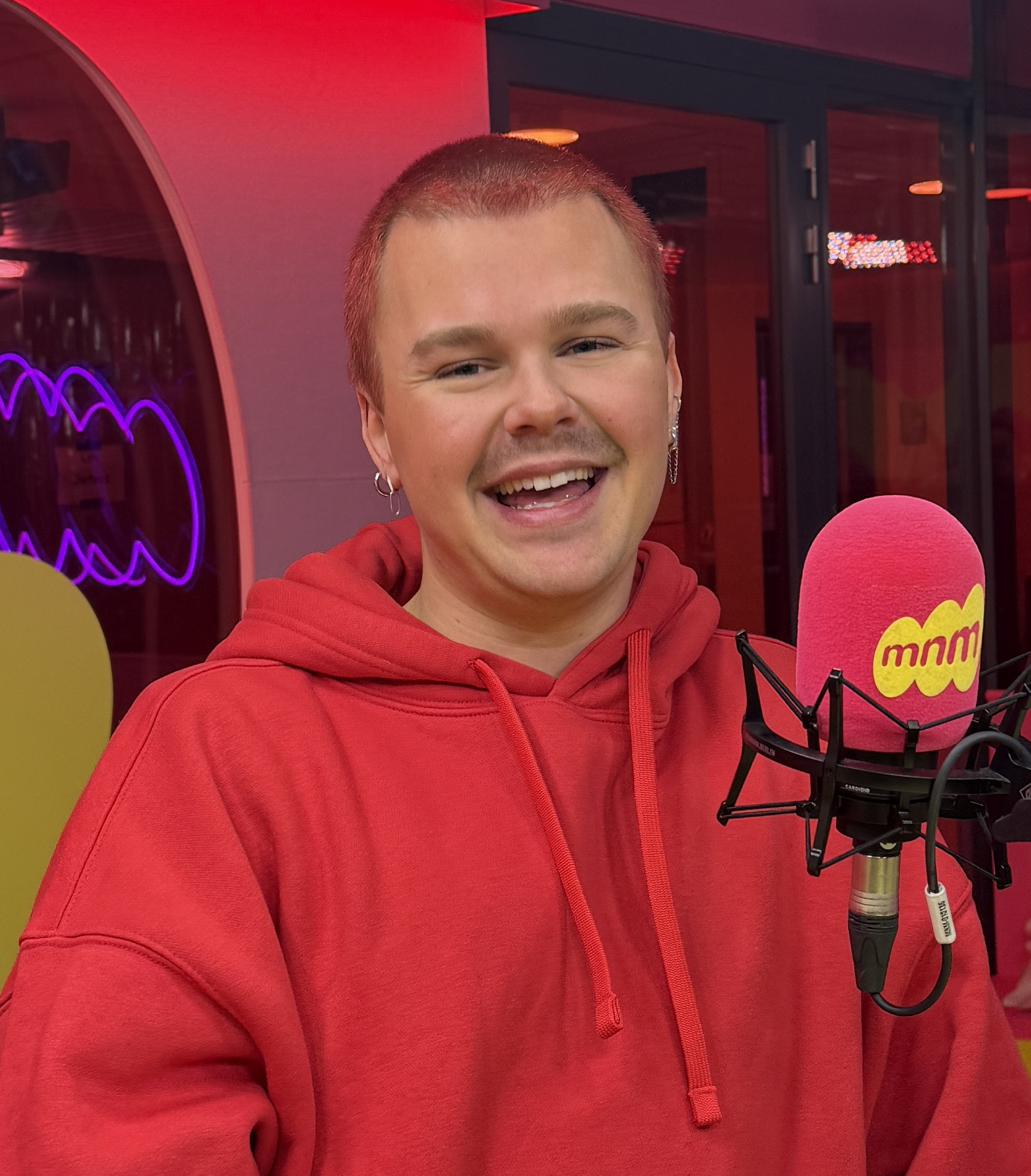
Red Sebastian in 2025

Strobe Lights is een single van de Belgische zanger Red Sebastian. Het nummer is geschreven door Ameerah A. Roelants, Billie Bentein, Red Sebastian en Willem Vanderstichele (Hush). Die laatste was ook de producent. Het lied werd officieel uitgebracht op 25 januari 2025. Het is de Belgische inzending voor het Eurovisiesongfestival 2025 in Bazel, Zwitserland. Het nummer is een eerbetoon aan de Belgische ravecultuur.

## Hitlijsten

### Ultratop 50 Vlaanderen
| Positie: | 9 | 15 | 42 | 36 | uit | 47 | 39 | 44 | uit | 41 | 5 | 30 |